# Vorkuta (fiume)
La Vorkuta (in russo Воркута?) è un fiume della Russia europea nordorientale (Repubblica Autonoma dei Komi e circondario autonomo dei Nenec), affluente di destra della Usa (bacino idrografico della Pečora).
Nasce dal lago Bol'šaja Vorkuta-Chasyrejty sui contrafforti occidentali degli Urali polari in una zona di tundra paludosa. Scorre con direzione meridionale in un territorio prevalentemente piatto, paludoso e ricchissimo di laghi (se ne contano circa 2 000); sfocia nella Usa nel suo alto corso, a 467 km dalla foce, a monte del porto di Abez'. Ha una lunghezza di 182 km; l'area del suo bacino è di 4 550 km². Il fiume è gelato, in media, dalla metà di ottobre fino a fine maggio - primi di giugno.
Nel bacino del fiume si trovano estesi giacimenti di carbone, per lo sfruttamento dei quali vennero costruiti, in epoca sovietica, numerosi campi di lavoro forzato; il loro sviluppo portò, in alcuni casi, alla nascita di centri urbani anche importanti (Vorkuta, Vorga Šor, Komsomol'skij, Promyšlennyj, Severnyj).